# NGC 4197
NGC 4197 ist eine Spiralgalaxie vom Hubble-Typ Sc im Sternbild Jungfrau am Nordsternhimmel. Sie ist schätzungsweise 88 Millionen Lichtjahre von der Milchstraße entfernt.
Das Objekt wurde am 13. April 1784 von Wilhelm Herschel entdeckt.